# Clarence Clemons
Clarence Clemons, även kallad Big Man, född 11 januari 1942 i Chesapeake (dåvarande Norfolk County) i Virginia, död 18 juni 2011 i Palm Beach i Florida, var en amerikansk saxofonist. Han medverkade som saxofonist i Bruce Springsteens kompband E Street Band. Clemons fick en stroke den 12 juni 2011, och avled en vecka senare på grund av skadorna.
Clemons var med i E Street Band sedan bildandet 1972. Han spelade vanligtvis tenorsaxofon och under låtar utan saxofon diverse slagverk. När han inte spelade med E Street Band spelade han med sitt eget band Temple of Soul. Clemons spelade på album med bland andra Aretha Franklin, Alvin Lee, Paul Young och Roy Orbison. Han medverkade även i ett flertal filmer och tv-serier.
Smeknamnet Big Man fick han när han en blåsig kväll gjorde en kraftfull entré på en rockklubb där Bruce Springsteen spelade. När han öppnade ytterdörren lossnade dörrbladet från gångjärnen.
Han var tidigare gift med svenskan Christina Sandgren, de har en gemensam son.

## Tidiga år
Clemons var son till Clarence Clemons Sr, ägare till en fiskmarknad, och hans fru Thelma. Clarence var äldst av de tre barnen. Hans farfar var en Southern Baptist-predikant, vilket gjorde att unge Clemons växte upp med att lyssna på gospel. När han var nio, gav hans far honom en altsaxofon i julklapp och betalade för musiklektioner. Clemons bytte senare till barytonsaxofon och började spela i ett jazzband på high school. Hans farbror påverkade också hans tidiga musikaliska utveckling när han köpte honom hans första King Curtis-album. Curtis och hans arbete i The Coasters i synnerhet, skulle få ett stort inflytande på Clemons då det ledde till att han bytte till tenorsax. Som ung visade Clemons också potential som amerikansk fotbollsspelare, och han deltog i Maryland State College både via musik- och fotbollsstipendier. Han spelade som linjespelare i samma lag som Emerson Boozer och uppmärksammades av Cleveland Browns, som erbjöd honom en provspelning, men dagen innan denna var han inblandad i en allvarlig bilolycka som satte stopp för hans planer på NFL. Vid 18 års ålder hade Clemons en av sina tidigaste studioinspelningar, vilket var med Tyrone Ashleys Funky Music Machine, ett band från Plainfield i New Jersey där bland andra Ray Davis, Eddie Hazel och Billy Bass Nelson spelade. Han spelade även med Daniel Petraitis. Dessa inspelningar släpptes till slut under 2007 av Sanning och Soul Records som Let Me Be Your Man. Även på Maryland State College var Clemons med i ett band, The Vibratones, som spelade James Brown-covers och höll ihop i ungefär fyra år mellan 1961 och 1965. Under tiden han spelade i The Vibratones flyttade han till Newark i New Jersey, där han mellan 1962 och 1970 arbetade som rådgivare för känslomässigt störda barn på Jamesburgs skola för pojkar.

## Bruce Springsteen

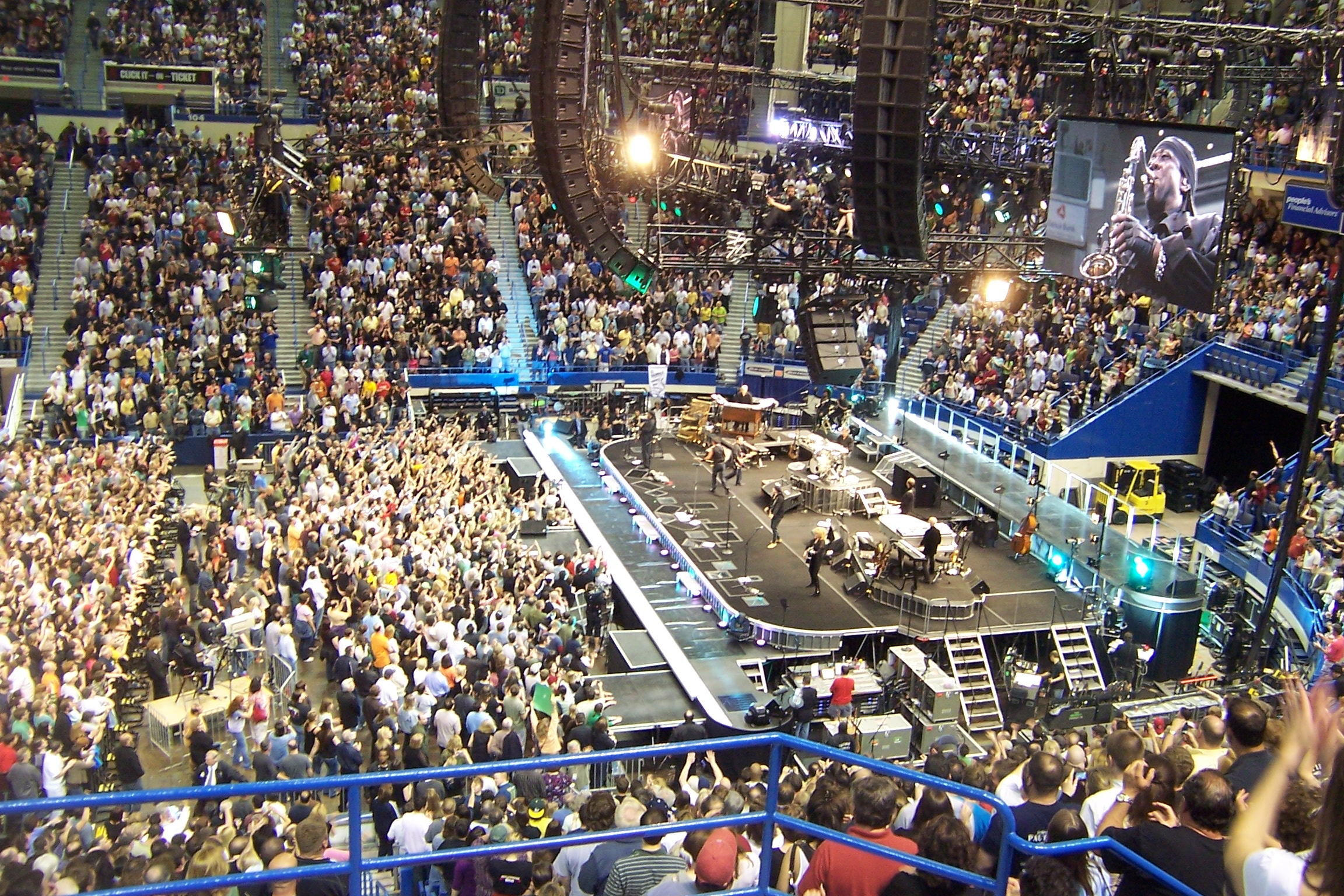
Clemons spelande "Born to Run" saxofonsolot lyser upp hela lokalen. Hartford Civic Center, 24 april 2009.

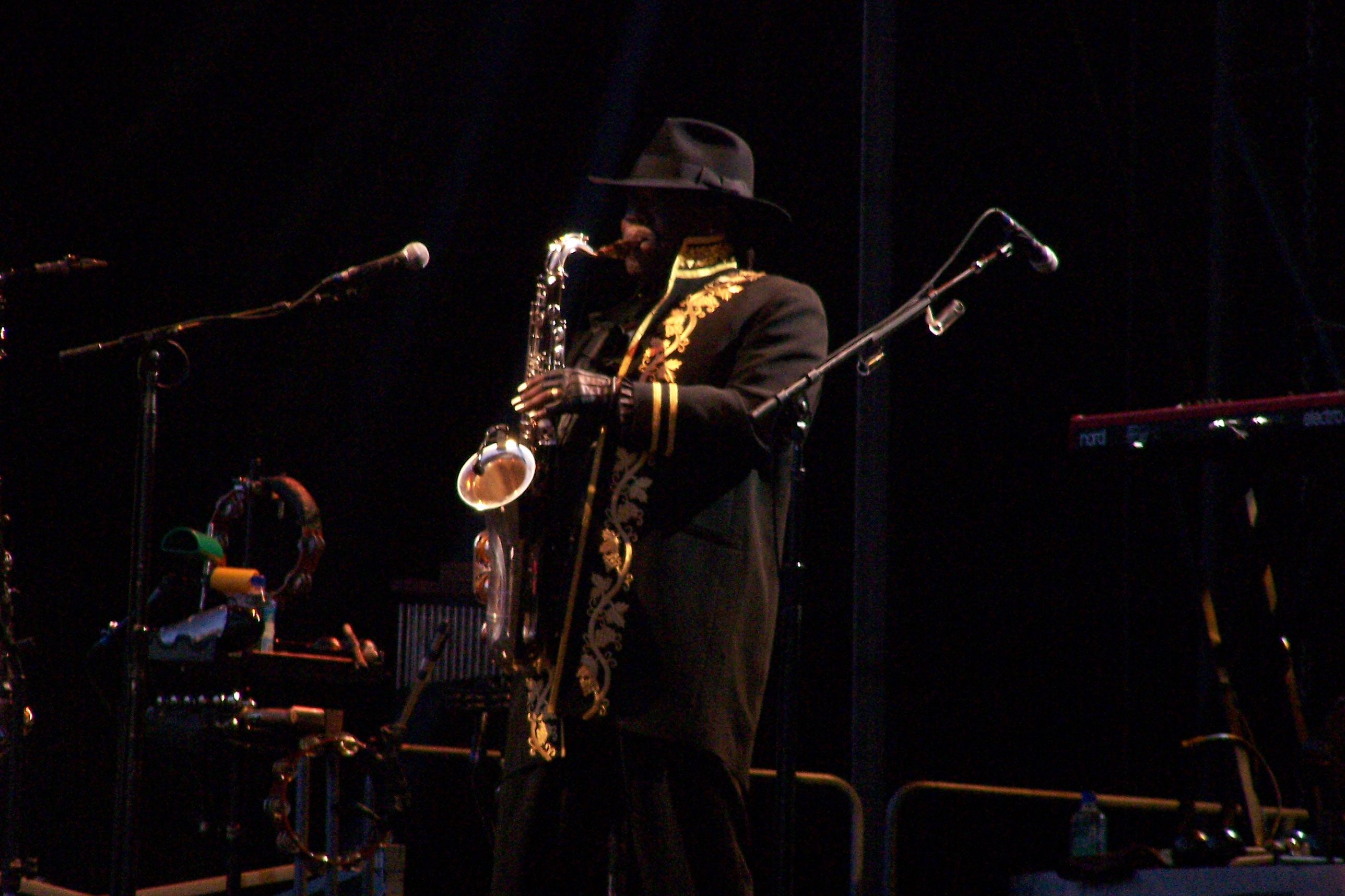
Clemons spelandes sitt saxofonbit i "Night". Estadio José Zorrilla, Valladolid, Spanien, 1 august, 2009.

Historien om hur Clemons träffade Bruce Springsteen första gången har varit en av myterna kring E Street Band. Under konserter brukade Springsteen inleda "The E Street Shuffle" med en monolog om hur de träffades och händelsen har också förevigats i "Tenth Avenue Freeze-Out". Det påstås att de möttes för första gången i september 1971. På den tiden spelade Clemons med Norman Seldin & The Joyful Noyze på The Wonder Bar i Asbury Park i New Jersey. Seldin var en Jersey Shoremusiker/entreprenör som spelade piano och samtidigt hade ett eget skivbolag, Selsom Records. År 1969 hade Clemons spelat in en eponymalbum med bandet. Under 2008 lämnades det ut outgivna spår från detta album samt en antologi,Asbury Park - now and then, som sattes samman av Seldin. Det var sångaren Karen Cassidy som uppmuntrade Clemons att kolla in Springsteen som för tillfället spelade med The Bruce Springsteen Band på den närliggande klubben Student Prince. Clemons har återberättat detta i olika intervjuer:
En kväll spelade vi i Asbury Park. Jag fick höra att The Bruce Springsteen Band var i närheten på klubben The Student Prince, och under en paus mellan spelningarna gick jag dit. På scenen brukade Bruce berätta olika versioner av den här historien, men kom ihåg att jag är baptist, så detta är sanningen. Det var en regnig, blåsig kväll, och när jag öppnade dörren blåste allting av gångjärnen och nedför gatan. Bandet var på scenen, men tittade på mig stående i dörröppningen. Och kanske detta gjorde Bruce lite nervös eftersom jag sade att "jag vill spela med ditt band", och han sade att "visst, gör vad du vill". Den första låt vi spelade var en tidig version av "Spirit In The Night". Bruce och jag tittade på varandra och sade ingenting, vi bara visste. Vi visste att vi var de saknade pusselbitarna i varandras liv. Han var vad jag hade sökt efter. På ett sätt var han bara en liten tanig unge. Men han var en visionär. Han ville leva sin dröm. Så från den stunden är jag en del av historien.
Långt före detta möte hade dock Clemons och Springsteen ingått i samma krets av musiker. Norman Seldin hade lyckats lansera flera lokala band, bland annat The Motifs med Vinnie Roslin, som senare kom att spela med Springsteen i Steel Mill. Den 22 april 1966 hade Seldin anordnat en tävling, Battle of the Bands, på Matawan-Keyport Roller Drome i Matawan i New Jersey. Springsteen fanns bland deltagarna och spelade med sitt dåvarande band, The Castiles. Billy Ryan, som spelade gitarr med The Joyful Noyze, spelade även i The Jaywalkers tillsammans med Garry Tallent och Steve Van Zandt. Clemons själv hade spelat med Tallent i Little Melvin & The Invaders.
I juli 1972 började Springsteen spela in sitt debutalbum  Greetings from Asbury Park, NJ och under pauser från inspelningen, spelade han tillsammans med Clemons och The Joyful Noyze vid minst två tillfällen på Shipbottom Lounge i Point Pleasant i New Jersey. När Springsteen sedan beslutade att använda en tenorsax på låtarna "Blinded By The Light" och "Spirit In The Night" var det självklart att det skulle vara Clemons. I oktober var Springsteen redo att turnera och lansera Greetings… och han satte ihop ett band med Clemons, Tallent, Danny Federici och Vini Lopez. Clemons spelade sin sista spelning med Norman Seldin & The Joyful Noyze på Club Plaza i Bayville i New Jersey den 21 oktober 1972. Fyra dagar senare debuterade Clemons med den första uppsättningen av E Street Band på en improviserad föreställning vid Shipbottom Lounge. Under 1970- och 1980-talen framträdde Clemons på Springsteens album. På albumet Born to Run spelade han saxofonsolon på titelspåret, "Thunder Road" och "Jungleland", och på Darkness on the Edge of Town spelade han solo på "Badlands ". Han medverkade även på The River i låtar som "The Ties That Bind", "Sherry Darling", "I Wanna Marry You"och" Independence Day "
I slutet av varje show, när Bruce Springsteen presenterade medlemmarna i E Street Band, beskrev Springsteen Clemons som "The Biggest Man You Ever Seen". Han bytte ibland namn beroende på var i E Street Band uppträdde - på deras konsert 2009 i Glasgow introducerade han Clemons som "The biggest Scotsman you've ever seen".

## Solokarriär
Förutom sitt arbete med The E Street Band, spelade Clemons in med många andra artister och hade ett antal musikaliska projekt på egen hand. Den mest kända av dessa är hans 1985 röst-duett med Jackson Browne på hitsingeln "You're a Friend of Mine", och hans saxofonarbete med Aretha Franklins 1985 singeln "Freeway of Love". Han lyckades under en kort period på 1980-talet med hjälp av den före detta Crawdaddychefredaktören Peter Knobler, där Clemons med hjälp av sitt band skapade, Clarence Clemons & the Red Bank Rockers. I mitten av 1990-talet spelade han in en CD som endast släpptes i Japan som kallades för Aja and Big Man "Get It On" (på den numera nedlagda Dream Train Records) med sin sing-songwriter Aja Kim. Under 2000-talet arbetade Clemons med en grupp som hete The Temple of Soul, och även han spelade in med filantropiska tonårsbandet Creation. Under 1980 ägde Clemons en nattklubb i Red Bank i New Jersey som hete Big Man West. Clemons har samarbetat med Lady Gaga på låtarna "Hair", "The Edge of Glory" och "Highway Unicorn (Road To Love)" från hennes album Born This Way, där det finns ett saxofonlåt och solo Clarence Clemons medverkade ibland i Grateful Dead, efter att keyboardist Brent Midland gick bort 1990, tills bandet permanent ersatt Brent med tidigare Tubes medlem, Vince Welnick.

## Skådespelarkarriär
Clemons har medverkat i filmer och gjorde sin tvdebut i Martin Scorseses 1977 musikaliska, New York, New York där han spelade en trumpetspelare. Han spelade en av de tre viktigaste människorna i världen år 1989 i filmen Bill och Teds Excellent Adventure. År 1985 var Clemons en speciell gäststjärna i Diff'rent Strokes avsnittet "So You Want to Be a Rock Star", där han spelade rollen som Mr Kingsley, en ung saxofonist som hjälper Arnold Jackson att lära sig spela sax. Han har också varit gäströst i ett avsnitt av The Simpsons. År 1990 var han med och hade huvudrollen i pilotavsnittet av Human Target, en Rick Springfield actionserien gjord för ABC Han har också spelat rollen som Jack i Swing mot Lisa Stansfield och Hugo Speer, i en film regisserad av Nick Mead. Han syntes tillsammans med Michael McKean och David Bowe som gruvarbetare i ett avsnitt av "Weird Al" Yankovics barn-tvserie The Weird Al Show. Han syntes i ett avsnitt av Damon Wayans"tv-serie,My Wife And Kids som musiker och utfört en låt tillsammans med basisten, Lynn Woolever, som fick titeln "One Shadow In The Sun". Clemons verkade i två avsnitt av HBOs brott-dramaserien The Wire . Han syntes i ett avsnitt av Brothers och i "Eddie's Book"-avsnittet av 'Til Death som sig själv.

## Privatliv
Clemons var gift fem gånger. Han är far till fyra söner, Clarence III, Charles, Christopher och Jarod. Han förlorade det mesta av synen på ett öga på grund av en näthinneavlossning. Clemons förklarade "Det är inte något du kan byta, om det lossnar så är det så..".

## Filantropi
Den 22 oktober 2009, Little Kids Rock, en ideell organisation för att återställa och vitaliserande musikundervisning i allmänna skolor, presenterade Clemons till konstituerande "Big Man of the Year Award" till Right to Rock charity. Han hjälpte samla in pengar för att ge skolor musikinstrument så att de kunde komma in i läroplan i de underfinansierade kommunala skolor över hela landet. Han utförde också "Jailhouse Rock" med ett elevband från Bronx, tillsammans med legendariske producenten John Colby.

## Död
Clemons drabbades av en stroke den 12 juni 2011. Han genomgick två operationer varefter läget allvarligt, men stabilt tillstånd Enligt Rolling Stone Magazine hade han visat tecken på återhämtning men Clemons dog av komplikationer orsakade av stroke den 18 juni.
Bruce Springsteen angående Clarence Clemons:
"Clarence har levt ett underbart liv. Han bar inom sig en kärlek till människor som gjorde att de älskar honom. Han skapade underbar och utökad familj. Han älskade saxofon, älskade våra fans och gav allt han hade varje natt han klev på scenen. Hans förlust är omätbar och vi är hedrade och tacksamma att ha känt honom och fick tillfälle att stå bredvid honom under nästan fyrtio år. Han var min gode vän, min partner. Och med Clarence vid min sida, kunde jag och mitt band berätta en berättelse mycket djupare än de som bara finns i vår musik. Hans liv, hans minne, och hans kärlek kommer att leva vidare i berättelsen och i vårt band."

## Diskografi
- Clarence Clemons & the Red Bank Rockers
  - Rescue (1983)

- Clarence Clemons
  - Hero (1985)
  - A Night With Mr. C (1989)
  - Peacemaker (1995)

- Aja and the Big Man
  - Get It On (1995)

- Clarence Clemons & Temple of Soul
  - Live in Asbury Park (2002)
  - Live in Asbury Park, Vol. II (2004)
  - Brothers in Arms (2008)

- Bruce Springsteen
  - Greetings from Asbury Park, N.J. (1973)
  - The Wild, the Innocent & the E Street Shuffle (1973)
  - Born to Run (1975)
  - Darkness on the Edge of Town (1978)
  - The River (1980)
  - Born in the U.S.A. (1984)
  - Live/1975–85 (1986)
  - Tunnel of Love (1987)
  - Chimes Of Freedom (1988)
  - Greatest Hits (1995)
  - Blood Brothers (1996)
  - Tracks (1998)
  - 18 Tracks (1999)
  - Live in New York City (2001)
  - The Rising (2002)
  - The Essential Bruce Springsteen (2003)
  - Hammersmith Odeon London '75 (2006)
  - Magic (2007)
  - Magic Tour Highlights (2008)
  - Working on a Dream (2009)
  - The Promise (2010)

- Gary U.S. Bonds
  - Dedication (1981)
  - On the Line (1982)

- Ringo Starr & His All-Starr Band
  - Ringo Starr and His All-Starr Band (1990)

- Zucchero
  - Blues (1987)
  - Oro incenso e birra (1989)
  - Zucchero (1991)
  - Diamante (1994)
  - Spirito Divino (1995)

- Övrigt
  - Dan Hartman: Images (1976)
  - Southside Johnny & The Asbury Jukes: I Don’t Wanna Go Home (1976)
  - Pezband: Pezband (1977)
  - Ronnie Spector & The E Street Band: "Say Goodbye To Hollywood" / "Baby, Please Don't Go" (1977)
  - Scarlet Rivera: Scarlet Rivera (1977)
  - Intergalactic Touring Band: Intergalactic Touring Band (1977)
  - Carlene Carter: Two Sides to Every Woman (1979)
  - Janis Ian: Night Rains (1979)
  - Musicians United for Safe Energy: No Nukes (1979)
  - Michael Stanley Band: Heartland (1980)
  - Joan Armatrading: Me Myself I (1980)
  - Olika artister: In Harmony 2 (1981)
  - Greg Lake: Greg Lake (1981)
  - Schwartz: Schwartz (1981)
  - Blue Steel: Nothing But Time (1981)
  - Little Steven & The Disciples Of Soul: Men Without Women (1982)
  - Ian Hunter: All of the Good Ones Are Taken (1983)
  - Silver Condor: Trouble At Home (1983)
  - Michael Stanley: Poor Side of Town (1984)
  - Aretha Franklin: Who's Zoomin' Who? (1985)
  - Twisted Sister: Come Out and Play (1985)
  - Soundtrack: Porky's Revenge (1985)
  - Artists United Against Apartheid: Sun City (1986)
  - Jersey Artists For Mankind: "We've Got The Love" / "Save Love, Save Life" (1986)
  - Olika artister: A Very Special Christmas (1987)
  - Narada Michael Walden: Divine Emotions (1988)
  - The Four Tops: Indestructible (1988)
  - Todd Rundgren: Nearly Human (1989)
  - Soundtrack: Home Alone 2 (soundtrack) (1992)
  - Lisa Stansfield et al.: Swing – Original Motion Picture Soundtrack (1999)
  - Joe Cocker: Unchain My Heart (1990)
  - Nils Lofgren: Silver Lining (1991)
  - Alvin Lee: Zoom (1992)
  - Roy Orbison: King of Hearts (1992)
  - Jim Carroll: A World Without Gravity: Best of The Jim Carroll Band (1993)
  - Dave Koz: Lucky Man (1993)
  - Great White: Sail Away (1994)
  - Luther Vandross: This is Christmas (1995)
  - Craig and Co.: My Newish Jewish Discovery (1997)
  - Olika artister: Humanary Stew – A Tribute to Alice Cooper (1999)
  - Nick Clemons Band: In the Sunlight (2001)
  - Creation: World Without Windows (2005)
  - Tyrone Ashley’s Funky Music Machine: Let Me Be Your Man (2007)
  - Stormin' Norman & Friends: Asbury Park — Then And Now (2008)
  - Lady Gaga: Edge Of Glory (2011)

## Filmografi

### Film
- New York, New York (1977)
  - Cecil Powell
- Bill & Ted's Excellent Adventure (1989)
  - The Three Most Important People in the World
- Fatal Instinct (1993)
  - Clarence
- Blues Brothers 2000 (1998)
  - The Louisiana Gator Boys
- Swing (1999)
  - Jack

### Television
- Diff'rent Strokes
  - Mr. Kingsley: "So You Want to Be a Rock Star" (1985)
- Jake and the Fatman
  - Blue Danny Boyd: "Why Can't You Behave?" (1989)
- The Flash
  - Darrell Hennings: "Honor Among Thieves" (1990)
- Nash Bridges
  - Big Barry i 3 avsnitt: "25 Hours of Christmas", "Aloha Nash" och "Javelin Catcher" (1996)
- The Sentinel
  - Workman: "Dead Drop" (1997)
- The Weird Al Show
  - Mindre roll: "Mining Accident" (1997)
- Viper
  - Leo Duquesne: "The Getaway" (1998)
- Penn & Teller's Sin City Spectacular
  - 1 avsnitt (1998)
- The Simpsons
  - Narrator: "Grift of the Magi" (1999)
- My Wife and Kids
  - Johnny Watson: "Micheal's Band"
- The Wire
  - Roman: "Moral Midgetry" och "Hamsterdam" (2004)
- 'Til Death
  - Sig själv : "Eddie's Book" (2009)